# لی اون-یانگ
لی اون-یانگ (انگلیسی: Lee Eun-young) یک تکواندو کار اهل کره جنوبی است.
وی در مسابقات قهرمانی تکواندو جهان ۱۹۸۷ در بارسلونا در کلاس سبک‌وزن مدال طلا گرفت. در مسابقات تکواندوی قهرمانی آسیا در سال ۱۹۸۸ یک مدال طلا و در مسابقات قهرمانی تکواندو جهان ۱۹۸۹ در سئول نیز یک مدال طلا گرفت.